# Бахчалари
Бахчалари (груз. ბახჩალარი, азерб. Bağçalar) — село в подчинении сельской административно-территориальной единицы Ипнари Дманисского муниципалитета, края Квемо-Картли Грузии со 100%-ным азербайджанским населением. Находится в юго-восточной части Грузии, на территории исторической области Борчалы.

## История
Первые упоминания названия села встречаются в документах 1701 года.

### Топоним
Топоним села Бахчалари в переводе с азербайджанского языка на русский язык означает «Сады».

## География
Село находится на левом берегу реки Гети, в 17 км от районного центра Дманиси, на высоте 1180 метров от уровня моря.

## Население
По данным Государственного статистического комитета Грузии, согласно официальной переписи 2002 года, численность населения села Бахчалари составляет 149 человек и на 100 % состоит из азербайджанцев.

## Экономика
Население в основном занимается овцеводством, скотоводством и овощеводством.

## Достопримечательности
- Средняя школа - построена в 1926 году.[8][10]